# Aller, Asturias

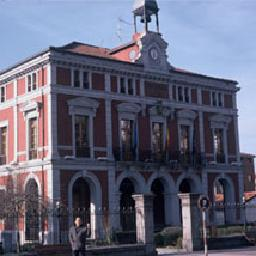
Tòa thị chính Aller.

Aller (tiếng Asturia: Ayer) là đô thị ở cộng đồng tự trị Công quốc Asturias, Tây Ban Nha. Đô thị này phía bắc giáp Mieres, phía nam giáp tỉnh León, phía đông giáp Laviana, Caso, và Sobrescobio, còn phía tây là Lena.
Đô thị này có sông Aller chảy qua và đổ và Caudal. Gần chỗ hợp lưu, sông này tạo thành một thung lũng. Đô thị này, cùng với Lena và Mieres, là một khu vực nhiều than đá. Kinh tế đô thị này chủ yếu là khai thác than đá. 

## Dân số
|      |        |      |        |
| 1877 | 9.646  | 1960 | 28.689 |
| 1887 | 11.973 | 1970 | 22.812 |
| 1897 | 11.809 | 1981 | 19.610 |
| 1900 | 13.159 | 1991 | 17.538 |
| 1910 | 15.960 | 2001 | 15.100 |
| 1920 | 19.450 | 2005 | 13.702 |
| 1930 | 24.658 | 2006 | 13.421 |
| 1940 | 23.600 | 2007 | 13.193 |
| 1950 | 25.511 |      |        |

## Giáo khu
| - Bello - Boo - Cabañaquinta - Caborana - Casomera - Conforcos | - Cuérigo - El Pino - Llamas - Moreda - Murias - Nembra | - Pelúgano - Piñeres - Santibáñez de La Fuente - Serrapio - Soto - Vega |

## Nhân vật
- José Suárez (9 tháng 11 năm 1919 - 6 tháng 8 năm 1981), diễn viên điện ảnh
- José Campo Castañon (21 tháng 6 năm 1921 - 16 tháng 5 năm 1992), nhà thơ, nhà văn